# Route nationale 266
Pour les articles homonymes, voir Route 266.
La route nationale 266, ou RN 266, est une ancienne route nationale française reliant le centre-ville de Saint-Louis à la frontière suisse avec Bâle à Bourgfelden. Autrefois elle faisait le tracé de N 19, N 69 et la D12bisV. La route a été déclassée en 2006.

## De Saint-Louis à Bourgfelden
Les communes traversées sont:
- Saint-Louis (km 0)
- Saint-Louis Bourgfelden (km ?)